# Chick-fil-A

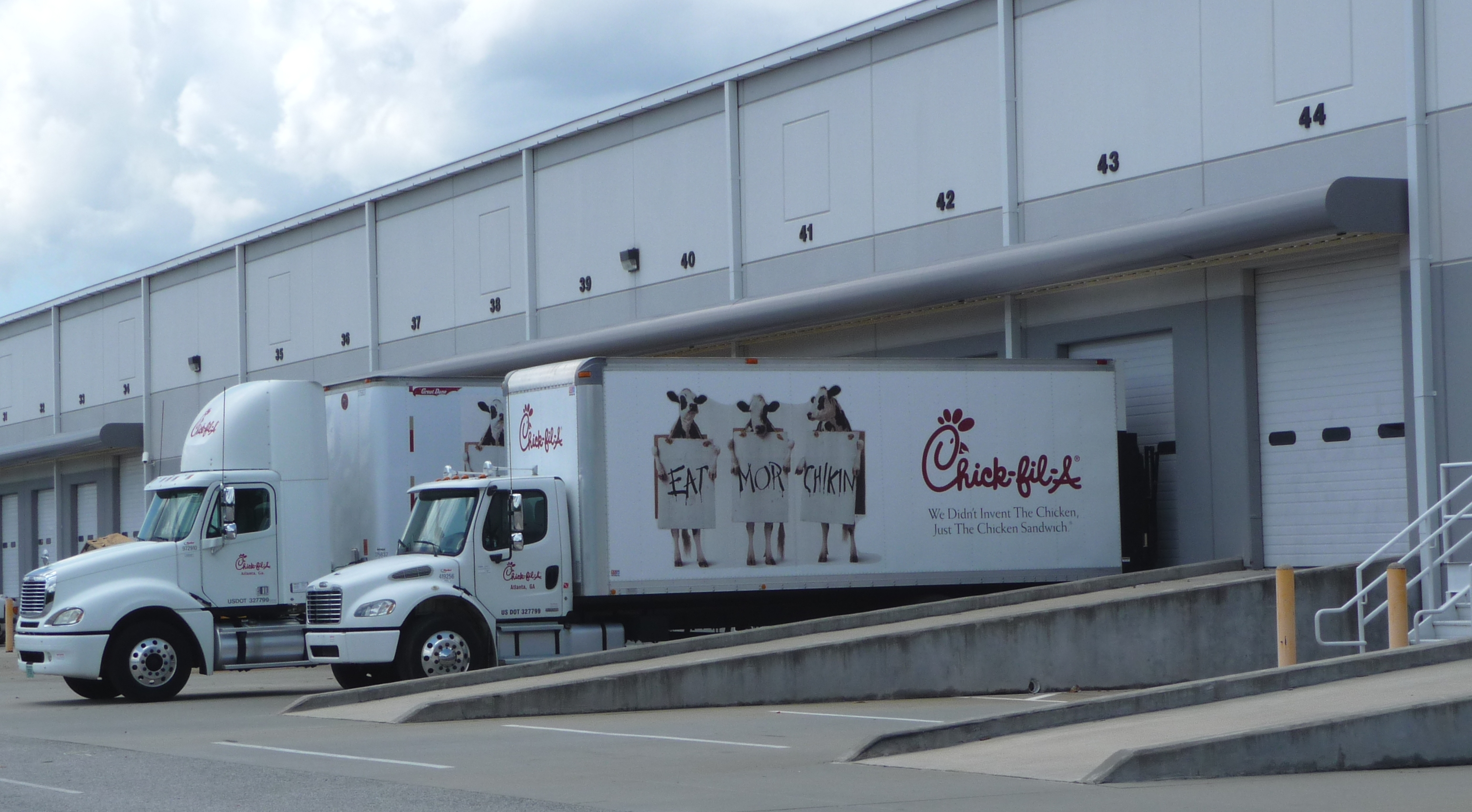
Chick-fil-A vrachtauto's

Chick-fil-A is een Amerikaanse keten van fastfoodrestaurants, die gespecialiseerd is in kipproducten.
Oprichter Truett Cathy opende in 1946 in Hapeville zijn eerste restaurant met de naam Dwarf Grill. Het eerste Chick-fil-A restaurant werd in 1967 geopend in Atlanta. De eerste Chick-fil-A restaurants waren alleen in winkelcentra gevestigd. Het eerste zelfstandige restaurant werd in 1986 in Atlanta geopend. Het eerste drive-inrestaurant werd geopend in 1993. In 1997 kreeg Chick-fil-A haar eigen website en in 2001 werd voor het eerst een jaaromzet van meer dan 1 miljard dollar gegenereerd. In dat jaar werd ook de 1000ste vestiging geopend. In 2003 breidde de keten zich in het westen van de Verenigde Staten uit, tot in de staten Utah, Arizona en Californië.

## Internationale uitbreiding
De keten opende in mei 2014 een afhaalpunt in eigen beheer op Calgary International Airport in Canada.  Voor 2019 is er een opening gepland van een franchising restaurant in Toronto. Chick-fil-A heeft plannen om uit te breiden naar 15 locaties in Ontario.

## Visie

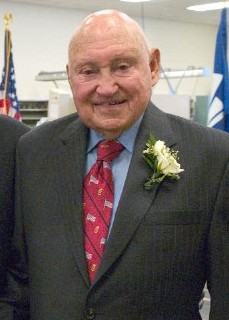
Oprichter Truett Cathy

De christelijke levensovertuiging van oprichter Truett Cathy komt op diverse manieren tot uiting in het beleid van het bedrijf. Hij is lid van de Southern Baptist Convention. Het officiële mission statement luidt: "To glorify God by being a faithful steward of all that is entrusted to us. To have a positive influence on all who come in contact with Chick-fil-A." (Om God te verheerlijken door een trouwe rentmeester te zijn van alles wat aan ons is toevertrouwd. Om een positieve invloed te hebben op iedereen die in contact komt met Chick-fil-A.) De keten investeert veel van haar opbrengsten in gemeentewerk en men houdt bijvoorbeeld vast aan de zondagsrust. Niet alleen op zondag, maar ook met Kerstmis en Thanksgiving zijn de restaurants gesloten.
Het bedrijf ondersteunt  organisaties als Focus on the Family, National Organization for Marriage en de Pennsylvania Family Institute. Aangezien deze organisaties kritisch zijn ten aanzien van homoseksualiteit, levert dit soms spanningen op. Zo werd de fastfoodketen in augustus 2012 het middelpunt van de strijd over het homohuwelijk: Rick Santorum, die op dat moment meedong naar de Republikeinse kandidatuur voor het presidentschap, en Mike Huckabee, riepen Amerikanen, die 'traditionele waarden' steunen, op juist daar een kipburger te gaan eten. Aanhangers van legalisering van het homohuwelijk vroegen, als reactie hierop, homostellen naar een filiaal van de keten te gaan, om elkaar daar uitgebreid te zoenen.

## Reclame
Sinds 1995 is de reclameslogan van het bedrijf "Eat-Mor-Chikin".